# Universidad de Parma
La Universidad de Parma (en italiano Università degli Studi di Parma) es una de las universidades estatales más antiguas de Italia.

## Historia
La Universidad de Parma fue fundada por decreto imperial del año 962, conferido por el emperador Otón I a Uberto, el obispo de Parma (actualmente guardado en los archivos del obispo). Fue cerrada en 1332 por el papa Juan XXII y, a partir de ese momento, abierta y cerrada de nuevo en varias ocasiones. Comenzó ofreciendo estudios de la artes liberales y en el siglo XIII incorporó estudios de derecho y medicina. Una refundación se produjo en 1502 y a partir de 1545 estuvo bajo el patrocinio de la Casa ducal de Farnese. El Duque Ranuccio I de Farnese dotó a la universidad de prestigio entre los nobles de la época, pero entre 1731 y 1748 la universidad entró en un nuevo declive. Bajo la supervisión del Duque Fernando I de Borbón, en 1762, se fundó una gran "Universidad del Estado" con nuevos materiales y nuevos estudios. A partir de ese momento experimentó un rápido crecimiento y se estableció en Parma un observatorio astronómico, un jardín botánico y varios laboratorios de anatomía, química y física experimental. La universidad fue cerrada a los estudiantes extranjeros en 1831 y entró en nuevo declive. Fue restablecida en 1854 por el regente de la duquesa María Luisa y, en 1859, se produjo una renovación de la misma.

## Organización
La universidad se organiza en 18 departamentos con doce facultades:
- Facultad de Agricultura
- Facultad de Arquitectura
- Facultad de Arte y Filosofía
- Facultad de Economía
- Facultad de Ingeniería
- Facultad de Derecho]]
- Facultad de Matemáticas, Física y Ciencias Naturales.
- Facultad de Medicina y Enfermería
- Facultad de Farmacia
- Facultad de Ciencias Políticas
- Facultad de Psicología
- Facultad de Veterinaria

## Rectores
- 1945-1950: Teodosio Marchi
- 1950-1956: Giorgio Canuto
- 1956-1957: Michele Bufano
- 1957-1968: Gian Carlo Venturini
- 1968-1972: Carlo Bianchi
- 1972-1973: Aldo Cessari
- 1973-1975: Bonaventura Rescigno
- 1975-1983: Everardo Zanella
- 1983-1989: Giuseppe Pelosio
- 1989-2000: Nicola Occhiocupo
- 2000-2013: Gino Ferretti
- 2013: Loris Borghi